# Шебшаевич, Валентин Семенович
 Шебшаевич Валентин Семенович  (17 сентября 1921, Новгород-Северский Черниговской области — 4 октября 1993, г. Санкт-Петербург) — известный ученый, специалист в области космической радионавигации. Один из основоположников советской и российской спутниковой радионавигации, основатель ленинградской радиокосмической научной школы. Он был первым, кто предложил (в 1950-х годах во время подготовки запуска первого советского спутника), а потом научно обосновал (1960-е годы) возможность использования искусственных космических аппаратов для низкоорбитальных (Циклон, Цикада) и среднеорбитальных (ГЛОНАСС) навигационных систем.

## Биография
Родился 17.09.1921 в г. Новгород-Северский Черниговской области в семье врача и учительницы немецкого языка. В 1940 г. поступил в Московский Институт истории философии и литературы (ИФЛИ). Но в 1942 году, будучи студентом второго курса, был направлен на учёбу в Ленинградскую Военно-воздушную академию Красной Армии (ныне Военно-космическая академия им. Можайского).
Участвовал в Великой Отечественной войне в качестве штурмана штурмовой авиации. Имел боевые награды. С 1946 по 1975 гг. — преподаватель Академии им. Можайского. Доктор наук (1963), профессор (1965). В 1975—1993 руководил научной лабораторией в Ленинградском научно-исследовательском радиотехническом институте (ЛНИИРТИ) (сейчас Российский институт радионавигации и времени (РИРВ)). Автор более 200 научных работ и изобретений, полутора десятков учебников и монографий по радиотехнике и радионавигации, ставших классическими. Книга В. С. Шебшаевича «Сетевые спутниковые радионавигационные приборы», переиздававшаяся на протяжении десятилетий, стала основным учебником нескольких поколений советских и российских специалистов по радионавигации и спутниковой связи. Заслуженный деятель науки РФ (1990). Награжден медалью академика М. В. Келдыша «За научный вклад в развитие космонавтики», многочисленными отраслевыми и ведомственными наградами. Входил в редакционные советы издательств «Советское радио» и «Радио и связь», а также в редколлегию сборника «Вопросы радиоэлектроники» и других отраслевых изданий. Член научно-технического совета Государственного комитета Совета Министров СССР по радиотехнике. Инженер-полковник.
Основные направления его работы связаны с разработкой общей теории нелинейной навигации на основе обобщения понятия навигационной информации и теории навигационных решений в искривленных пространствах, основ теории и принципов построения спутниковых радионавигационных систем, бортовых систем самоопределения космических аппаратов, методов и способов повышения точности и устойчивости навигационно-временных определений в спутниковых радионавигационных системах.
Похоронен на Серафимовском кладбище Санкт-Петербурга.
Его старший сын Шебшаевич Борис Валентинович (23.04.1952-13.05.2019) продолжил дело отца и всю жизнь занимался развитием системы ГЛОНАСС. Сразу после окончания института он пришел в Российский институт радионавигации и времени (РИРВ), где проработал до конца жизни, став генеральным конструктором, а впоследствии и генеральным директором. Похоронен в Санкт-Петербурге.
Младший сын Шебшаевич Павел Валентинович (21.02.1959 г.р.), писатель и переводчик, лауреат международных литературных конкурсов (псевдоним Павел Верещагин).
У В. С. Шебшаевича 5 внуков и 6 правнуков. Все проживают в Санкт-Петербурге.

## Из истории отечественной спутниковой системы
Развитие отечественной навигационной спутниковой системы, как принято считать, началось с запуска в Советском Союзе 04.10.1957 г. первого спутника Земли. Использовать спутники для навигации в 1957 году впервые предложил В. С. Шебшаевич. Эта возможность была открыта им при исследовании приложений радиоастрономических методов в пилотировании самолетов. После этого в целом ряде советских институтов были проведены исследования, посвященные вопросам повышения точности навигационных определений, обеспечения глобальности, круглосуточного применения и независимости от погодных условий. Все они были использованы в 1963 году во время проведения опытно-конструкторских работ по созданию первой отечественной низкоорбитальной системы «Цикада». 27 ноября 1967 года на орбиту был выведен первый отечественный навигационный спутник «Космос-192» (КА Циклон). Он обеспечивал непрерывное излучение радионавигационного сигнала на частотах 150 и 400 МГц в течение всего времени активного существования.
Летные испытания отечественной навигационной системы ГЛОНАСС начались в 1982 году, а в 1993 году система была принята в опытную эксплуатацию. Штатная эксплуатация ГЛОНАСС началась в 1995 году, когда была развернута полная орбитальная группировка в составе 24 космических аппаратов ГЛОНАСС первого поколения.
В 2008 году эксплуатация систем «Цикада» и «Цикада-М» была прекращена, а пользователи спутниковых навигационных систем стали обслуживаться системой ГЛОНАСС.
В настоящее время орбитальная группировка системы ГЛОНАСС включает 26 среднеорбитальных спутников (24 «Глонасса-М» и 2 «Глонасса-К»), 24 из них работают по целевому назначению.

## Награды
- Заслуженный деятель науки Российской Федерации (1990)
- Медаль имени академика М. В. Келдыша «За научный вклад в развитие космонавтики»